# Jota (naipe)

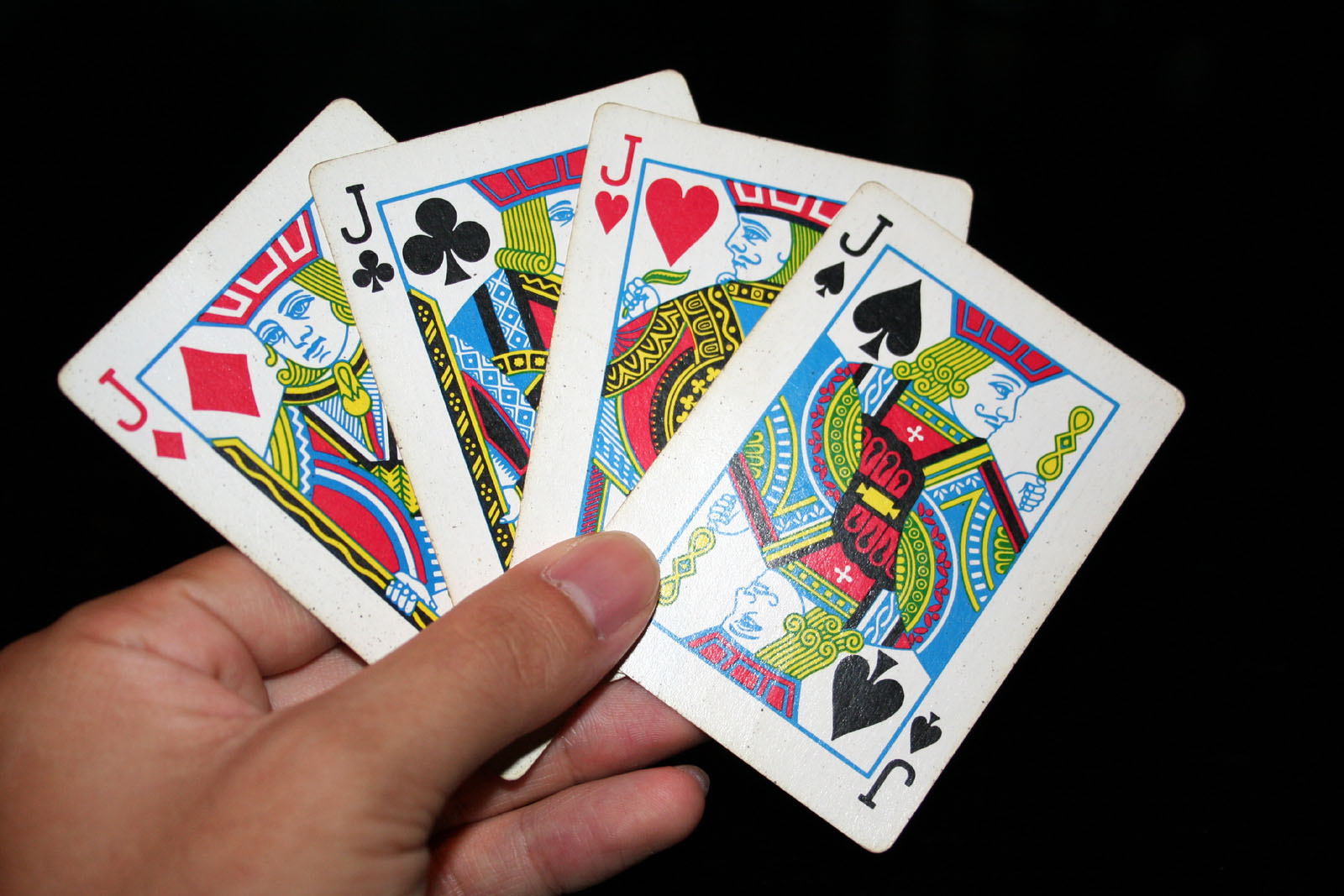
Las cuatro jotas de la baraja inglesa

Una jota o sota es un naipe de las barajas francesa, inglesa y española, que representa a un aristócrata o cortesano, generalmente asociado con la Europa de los siglos XVI y XVII. Tiene un valor de «J». El rango de la jota se encuentra entre la carta número 10 y la reina. Al ser el naipe de figura más bajo, la jota representa un estándar mínimo en algunos juegos de mesa como el póquer.

## Historia
El primer predecesor de la jota fue el thānī nā'ib (segundo o sub-diputado) en la baraja de cartas mamelucas. Esta fue la más baja de las tres cartas de la corte y, como todas las cartas de la corte, se representó mediante arte abstracto o caligrafía. Cuando fue llevado a Italia y España, el thānī nā'ib se convirtió en un soldado de infantería o en un rango de página debajo de la carta de caballero. En Francia, donde la carta se llamaba valet, la reina se insertaba entre el rey y el caballero. Posteriormente, el caballero fue eliminado de las barajas que no eran del Tarot, dejando al ayuda de cámara directamente debajo de la reina. El formato rey-reina-valet luego se abrió camino en Inglaterra.
Ya a mediados del siglo XVI, la carta se conocía en Inglaterra como knave (en inglés bribón, es decir, un sirviente de la realeza). Aunque la jota era de uso común para designar al knave, el término se afianzó más cuando, en 1864, el creador de cartas estadounidense Samuel Hart publicó una baraja con "J" en lugar de "Kn" para designar la naipe de la corte de menor rango. El naipe se llamaba jota como parte de la terminología del juego All Fours desde el siglo XVII, pero este uso se consideraba común o de clase baja. Sin embargo, debido a que la abreviatura del naipe para bribón era tan cercano al del rey ("Kn" versus "K"), los dos se confundían fácilmente. Esta confusión fue aún más pronunciada después de que las marcas que indicaban palos y clasificaciones se movieron a las esquinas de la carta, un movimiento que permitió a los jugadores "abanicar" una mano de cartas sin oscurecer los palos y rangos individuales. La baraja más antigua conocida de este tipo data de 1693, pero tal posicionamiento no se generalizó hasta que Hart lo reintrodujo en 1864, junto con el cambio de la jota a un gato. Sin embargo, los libros de juegos de cartas publicados en el tercer cuarto del siglo XIX todavía se refieren a la jota como "knave", un término que todavía se reconoce en el Reino Unido. (Nótese la exclamación de Estella en la novela Grandes esperanzas de Charles Dickens: "¡Él llama a los bribones, a este muchacho!").

## En la cultura
La figura de la jota se ha utilizado en muchas obras literarias a lo largo de la historia. Entre ellas se encuentra uno del escritor inglés del siglo XVII Samuel Rowlands . "The Four Knaves" es una serie de tratados satíricos, con introducción y notas de EF Rimbault, sobre el tema de las cartas. Su "The Knave of Clubbs: Tis Merry When Knaves Meet" se publicó por primera vez en 1600, luego nuevamente en 1609 y 1611. De acuerdo con una promesa al final de este libro, Rowlands continuó con su serie de Knaves, y en 1612 escribió "The Knave of Harts: Haile Fellowe, Well Meet", donde aparece su "Suplication to Card-Makers", que se cree que fue escrito a los fabricantes ingleses que copiaron a los mazos ingleses las figuras de la corte creadas por los franceses.